# Spencer Patton
Spencer Burdette Patton (né le 20 février 1988 à Urbana, Illinois, États-Unis) est un lanceur de relève droitier des Rangers du Texas de la Ligue majeure de baseball.

## Carrière
Joueur à l'université Southern Illinois à Edwardsville, Spencer Patton est repêché au 24e tour de sélection par les Royals de Kansas City en 2011.
Le 16 juillet 2014, les Royals l'échangent aux Rangers du Texas contre le releveur droitier Jason Frasor.
Patton fait ses débuts dans le baseball majeur avec Texas le 4 septembre 2014 face aux Mariners de Seattle. En 33 manches et un tiers lancées pour les Cubs en deux saisons (2014 et 2015), Patton accorde 24 points mérités, pour une moyenne de 6,75.
Le 20 novembre 2015, les Rangers échangent Patton aux Cubs de Chicago contre un joueur de champ intérieur des ligues mineures, Frandy De La Rosa.